# Heriberto Araújo
Heriberto Araújo Rodríguez (Barcelona, 1983) es un periodista y escritor español.

## Biografía
Se desempeña como corresponsal de la agencia de noticias Notimex en China y reside en Pekín.
Conjuntamente con Juan Pablo Cardenal escribieron La silenciosa conquista china (Crítica, 2011), una investigación por 25 países para descubrir cómo la potencia del siglo XXI está forjando de manera incesante su futura hegemonía mundial.
En noviembre de 2013 publicó también junto a Juan_Pablo_Cardenal El imperio invisible: El éxito empresarial chino y sus vínculos con la criminalidad económica en España y Europa donde se desgrana con claridad cómo y por qué proliferan tan rápidamente los negocios chinos, y destapan el enorme negocio ilícito que crece a nuestro alrededor gracias a la inmigración ilegal, la explotación laboral, el fraude fiscal o el blanqueo de capitales.